# フェルディナント・ザウアーブルッフ

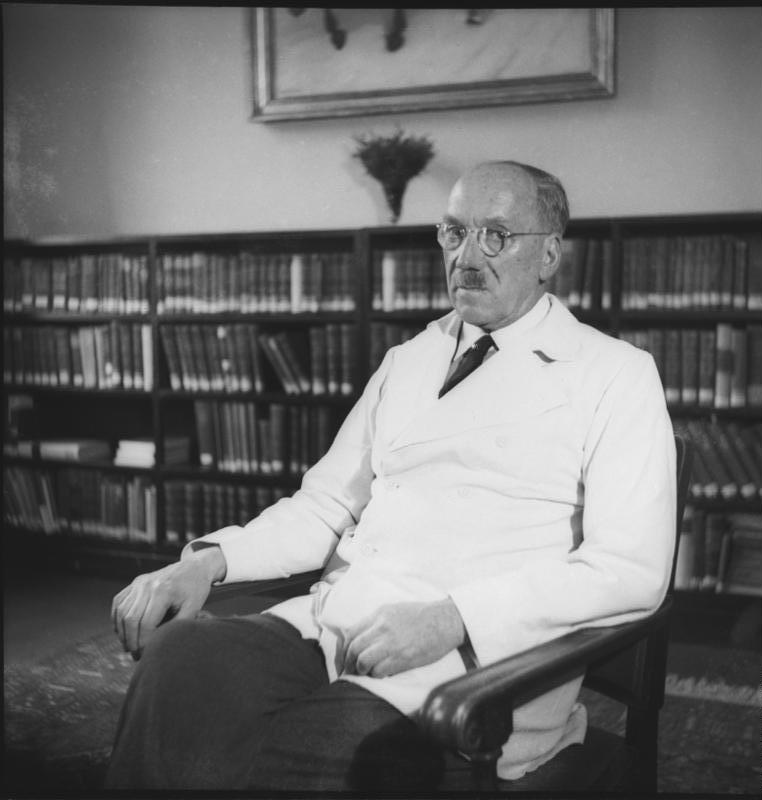
フェルディナント・ザウアーブルッフ (1946)

エルンスト・フェルディナント・ザウアーブルッフ （Ernst Ferdinand Sauerbruch, 1875年7月3日 - 1951年7月2日) は、ドイツの外科医、軍医。胸部外科学の開拓者として知られる。日本においては「ザウエルブルッフ」と記されることが多いが、ドイツ語発音により忠実に、以下「ザウアーブルッフ」と記する。

## 略歴
ドイツ中西部のバルメン（現在のヴッパータール）に生まれる。フィリップ大学マールブルクで医学を専攻、グライフスヴァルト大学、フリードリヒ・シラー大学イェーナを経てライプツィヒ大学で1902年に学位を得る。翌1903年より、ブレスラウ大学医学部外科教授であったヨハン・フォン・ミクリッツ・ラデツキーの助手となる。1905年にグライフスヴァルト大学に移り、マールブルク大学を経て1910年にチューリッヒ大学医学部外科教授。1918年にミュンヘン大学医学部外科主任教授。1927年から1949年まで、森鷗外も学んだことのあるベルリン大学附属シャリテ病院外科教室主任教授を勤める。

## 業績
ブレスラウ大学在籍中の1904年に、患者の首から上だけを外界に出せる特殊な減圧室を作製し、この室内で開胸することで肺虚脱（肺が縮み潰れてしまうこと）を防ぎつつ手術する手法を考案、当時不可能とされていた開胸手術を初めて可能とした。この技術を基盤として、肺結核の外科的治療法としての脊椎側胸郭形成術、横隔膜神経切断術、肺葉切除術を開発し、また世界で初めて肺がん、食道がんの切除、慢性収縮性心膜炎、冠動脈瘤の手術に成功した。また、第一次世界大戦時には、欠損部に残されたわずかな筋肉で動かすことのできる義肢を考案した。
また、ザウアーブルッフは並体結合（二体の生物を手術によって結合すること。パラビオーゼ。英 parabiosis）を応用した動物実験によって、臓器の生理的機能を解明したことでも知られている。たとえば、二体の動物を結合した状態でひとつの腎臓だけを機能させ、これが生存し得ることを示した。また、脾臓が免疫を司ることを初めて示した。

## ナチスとの関係

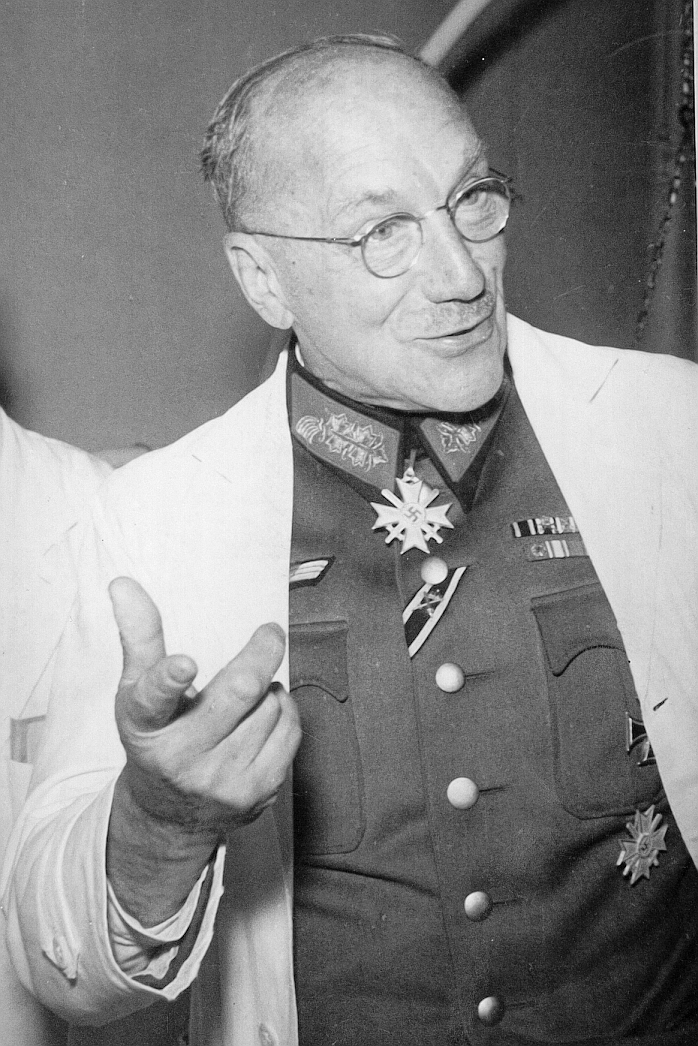
フェルディナント・ザウアーブルッフ軍医少将（1943年）

1937年、ザウアーブルッフは国家研究顧問会（Reichsforschungsrat, Reich Research Council）顧問官に就任する。この組織はナチス親衛隊の「研究プロジェクト」（強制収容所の囚人への実験を含む）をサポートしていた。1942年、ザウアーブルッフは陸軍軍医少将に就任する。在任時、彼はナッツヴァイラー強制収容所の囚人をマスタードガスの実験に供することを承認した。1945年10月12日、ザウアーブルッフは連合国軍にナチの独裁制に加担したかどで告発され、ベルリン保健局を免職されたが、罪に問われることはなかった。

## 認知症と医療過誤
ザウアーブルッフの名は、いわゆる医原病の歴史において有名である。晩年、ザウアーブルッフは脳血管性認知症と思われる状態に陥ったのだが、東ドイツにその権威を利用され、そのまま多くの患者に不適切な手術を行い、それらは致命的な結果に至った。ザウアーブルッフの同僚はこの過ちに気付いていたが、高い名声と強い政治力を恐れてこの状況を告発することができなかった。結果として、多くの人命が失われたのである。
1951年、ザウアーブルッフは東ベルリンで75年の生涯を終えた。1954年に彼の伝記 "Sauerbruch – Das war mein Leben" が映画化され、好評を博したが、伝記も映画も晩年の彼の証言の聞き書きであり、その内容は歴史的にも医学的にも正しいものではない。